# Філіп Зімбардо
Філі́п Дж. Зімба́рдо (23 березня 1933 — 14 жовтня 2024) — американський психолог і професор Стенфордського університету з 1986 року. Відомий завдяки стенфордському тюремному експерименту та як автор підручників із загальної психології для студентів університету.

## Перші роки життя та освіта
Філіп Зімбардо народився в Нью-Йорку 23 березня 1933 року в сім'ї сицилійців, Джорджа Зімбардо та Маргарет Бісіккія (Bisicchia). 1954 року він здобув ступінь бакалавра в Бруклінському коледжі та потрійну спеціалізацію — психологія, соціологія й антропологія. Потім вступив до Єльського університету (Див. Система освіти США): 1955 року став магістром психології, а 1959 року — доктором психології.
Зімбардо трохи викладав у Єльському університеті, а тоді до 1967 року працював професором психології в Нью-йоркському університеті. Протягом наступного року він викладав у Колумбійському університеті, а 1968 року став викладачем у Стенфорді, де працював до 2003 року, поки не вийшов на пенсію.
Хоча останню лекцію він прочитав 2007 року. Найважливіша і найвагоміша робота Зімбардо — Стенфордський тюремний експеримент(1971) — була проведена в Стенфорді. Зімбардо прославився саме як автор цього експерименту, тоді як досліджував ще й героїзм, сором’язливість і культ, а також написав понад п’ятдесят книжок. 2002 року Зімбардо обрали президентом Американської психологічної асоціації. Він засновник проекту «Героїчна уява», метою якого було надихнути людей на героїчний учинок і з’ясувати, чому хтось обирає зло, а хтось вершить подвиги.

## Стенфордський тюремний експеримент
1971 року Філіп Зімбардо організував експеримент, покликаний розібратися в причинах знущань у тюремній системі та з’ясувати, як обставини впливають на поведінку людей.
Зімбардо шукав відповіді на таке запитання: якою стає людина без гідності й індивідуальності? Таким чином було проведено Стенфордський тюремний експеримент — один із найбільш ілюстративних досліджень у галузі психології.
Зімбардо і його команда облаштували в підвальному приміщенні факультету психології Стенфордського університету імпровізовану в’язницю. Науковець розмістив у місцевих газетах оголошення, запросивши охочих до участі у двотижневому дослідженні з оплатою 15 дол. на день. Серед добровольців було відібрано двадцять чотири особи чоловічої статі — переважно білих представників середнього класу, які були оцінені як емоційно й психічно здорові.
Потім усіх учасників навмання поділили на дві групи: дванадцять «тюремних охоронців» і дванадцять «в’язнів». Зімбардо мав виконувати роль директора «в’язниці».
Реалістичне вбрання
Охоронцям «в’язниці» видали подібну до військової форму, темні окуляри (для уникнення зорового контакту) і дерев’яні палиці — символ статусу. «В’язні» отримали тоненькі шапки, незручні комбінезони. Білизна для них не передбачалася, і замість імен їх розрізняли за ідентифікаційними номерами. Закріплений на одній нозі маленький ланцюг мав нагадувати про статус арештантів. У камері кожному «в’язневі» надавали матрац і просту їжу.
Перш ніж розпочався експеримент, «в’язнів» відправили додому й наказали чекати подальших указівок.
Удома на них чекали рейди справжньої місцевої поліції, яка погодилася допомогти з експериментом, і звинувачення в збройному пограбуванні. «Заарештованим» зачитали права, зняли відбитки їхніх пальців, сфотографували, роздягнули, обшукали, дезінсектували й розвели по тюремних камерах, де їм належало провести подальші два тижні.
У кожній камері розмістили по троє «в’язнів», яким наказали лишатися за ґратами вдень і вночі. Тим часом «охоронці» могли йти додому, щойно закінчиться зміна. Їм дозволено було керувати «в’язницею», як заманеться. Заборонялося тільки застосовувати фізичні покарання.
Результати
Стенфордський тюремний експеримент, що, як планувалося, мав тривати два тижні, довелося зупинити вже за шість днів.
Другого дня «в’язні» з Камери 1 заблокували двері матрацами. «Охоронці» з інших змін зголосилися допомогти в придушенні бунту й використали проти «в’язнів» вогнегасники. Потім «охоронці» зробили одну з камер «привілейованою» — до неї могли потрапити «в’язні», які не брали участі в бунті. Таким «в’язням» призначалася спеціальна нагорода — краща їжа. Однак «в’язні» «привілейованої камери» відмовилися від почастунку на знак солідарності з побратимами-«арештантами».
Минуло заледве тридцять шість годин від початку дослідження, як «в’язень» № 8612 почав дико кричати й лаятися. Він поводився так несамовито, що Зімбардо не мав вибору й мусив випустити його.
Тюремна «охорона» вдавалася до покарань, змушуючи «в’язнів» повторювати свої номери й виконувати фізичні вправи, а також забираючи матраци, через що «арештантам» доводилося спати на твердому й холодному бетоні.
«Охоронці» перетворили відвідування туалету на привілей: повсякчас забороняли «в’язням» користуватися вбиральнею й натомість видавали в камери відро. «Наглядачі» змушували «в’язнів» мити туалети без господарського приладдя. Для особливого приниження декому наказували роздягатися догола. Третина «охоронців» виявила садистські нахили, і навіть сам Зімбардо захопився роллю директора «в’язниці».
Четвертого дня поширилися чутки, що звільнений «арештант» повернеться, щоб визволити решту. Філіп Зімбардо з охоронцями перевів «в’язнів» на інший поверх, а сам чекав у підвалі.
Якби звільнений «арештант» повернувся, Зімбардо сказав би йому, що експеримент завершився достроково. Одначе той «в’язень» не об’явився, і «в’язниця» знову перекочувала до підвалу. Натомість з’явився новачок, який, згідно з інструкцією, улаштував голодування на знак протесту проти знущань над «арештантами». «В’язні» поставилися до новенького не як до товариша в недолі, а як до заколотника. «Охоронці» відпровадили протестанта до карцеру, а «в’язням» запропонували відмовитися від ковдр в обмін на звільнення новачка. Усі «в’язні», крім одного, не схотіли віддавати ковдри. Як не дивно, жоден з «арештантів» не виявив бажання достроково звільнитися, навіть коли було оголошено, що за участь не заплатять. Зімбардо дійшов висновку, що «в’язні» перейнялися і зжилися зі своїми ролями, які стали інституалізованими.
На шостий день експерименту студентка магістратури, яка брала інтерв’ю у «в’язнів» й «охоронців», була шокована побаченим.
Оцінивши таким чином ситуацію ззовні, Зімбардо припинив експеримент. За його зауваженням, дівчина була єдиною з п’ятдесяти відвідувачів «в’язниці», хто порушив питання про моральність експерименту. Стенфордський тюремний експеримент — один із найважливіших і водночас найсуперечливіших експериментів у світі. Відповідно до чинного Етичного кодексу Американської психологічної асоціації, подібний експеримент повторити неможливо, тому що він суперечить багатьом нинішнім етичним принципам. Однак Зімбардо вдалося показати, як впливають на поведінку людини обставини, у яких вона опиняється.
Висновки Зімбардо підтверджують чимало прикладів із реального життя, зокрема й знущання над в’язнями Абу-Ґрейб в Іраку.

## Досягнення
- Професор, Нью-Йоркський університет
- Професор, Стенфордський університет
- Почесний президент, Американська асоціація психологів
- Засновник, The Shyness Clinic
- Автор, Psychology and Life
- Титул Honoris Causa в Університеті Соціальної Психології в Польщі/SWPS

## Більше про працю Професора Зімбардо
1. Презентація на тему (в Prezi): Зло проти Героїзму (оригін. Evil to Heroism)
2. Філіп Зімбардо на TED X.
3. Проект Heroic Imagination Project, яку очолює Філіп Зімбардо. Даний проект впроваджується в навчальні програми в Угорщині.